# Moara Vlăsiei
Moara Vlăsiei község és falu Ilfov megyében, Munténiában, Romániában. A hozzá tartozó település: Căciulați. 

## Fekvése
A megye északi-középső részén található, a megyeszékhelytől, Bukarest központjától, huszonkilenc kilométerre északra, a Cociovaliștea folyó jobb partján.

## Története
A 19. század végén, Căciulați néven az akkori községközpont neve után, a község Ilfov megye Snagov járásához tartozott és Căciulați, Canela, Pășcani, Pârlita valamint Moara Săracă (a mai Moara Vlăsiei) falvakból állt, összesen 2058 lakossal. A község tulajdonában volt két malom, két iskola és öt templom, egy-egy mindegyik faluban.
1925-ös évkönyv szerint Ilfov megye Băneasa járásához csatolták, lakossága ekkor 3160 fő volt. A község ekkor Căciulați, Canela, Moara Săracă és Pășcani falvakból állt.
1950-ben közigazgatási átszervezés alapján, a Căciulați rajonhoz került, melynek a központja is lett. Majd 1960-ban a Bukaresti régió Răcari rajonjához csatolták.
1968-ban ismét megyerendszert vezettek be az országban, a község az újból létrehozott Ilfov megye része lett. Ekkor egyesítették Canela, Moara Săracă és Pășcani településeket, a létrejövő új település neve Moara Vlăsiei lett, melyet a község központjává is tették, a község pedig ezután kapta a Moara Vlăsiei nevet.
1981-től az Ilfovi Mezőgazdasági Szektor része lett, egészen 1998-ig, amikor ismét létrehozták Ilfov megyét.

## Lakossága
| Nemzetiségek        | 2002 | 2002   |
| ------------------- | ---- | ------ |
| Románok             | 5805 | 99,51% |
| Romák               | 24   | 0,41%  |
| Ukránok             | 1    | 0,01%  |
| Egyéb nemzetiségűek | 3    | 0,05%  |
| Összesen            | 5833 | 100,0% |

## Látnivalók
- Alexandru Ghica palotája - a 19. század elején épült. A palotához tartozik egy kápolna, az „Adormirea Maicii Domnului” ortodox templom valamint az épületek körül elterülő park.
- Első világháborús katonai emlékmű - 1925-ben építették.